# 卡明-卡希爾斯基
卡明-卡希爾斯基（羅馬化：Kamin-Kashyrskyi），亦按俄語名译卡缅-卡希尔斯基，是乌克兰西北部沃倫州卡明-卡希尔斯基区卡明-卡希尔斯基市镇内的城市，为该区及该市镇的行政中心。該市始建于13世紀，面積7.64平方公里，海拔高度155米，2022年人口数量为12,477人，人口密度每平方公里1,633人。

## 图集

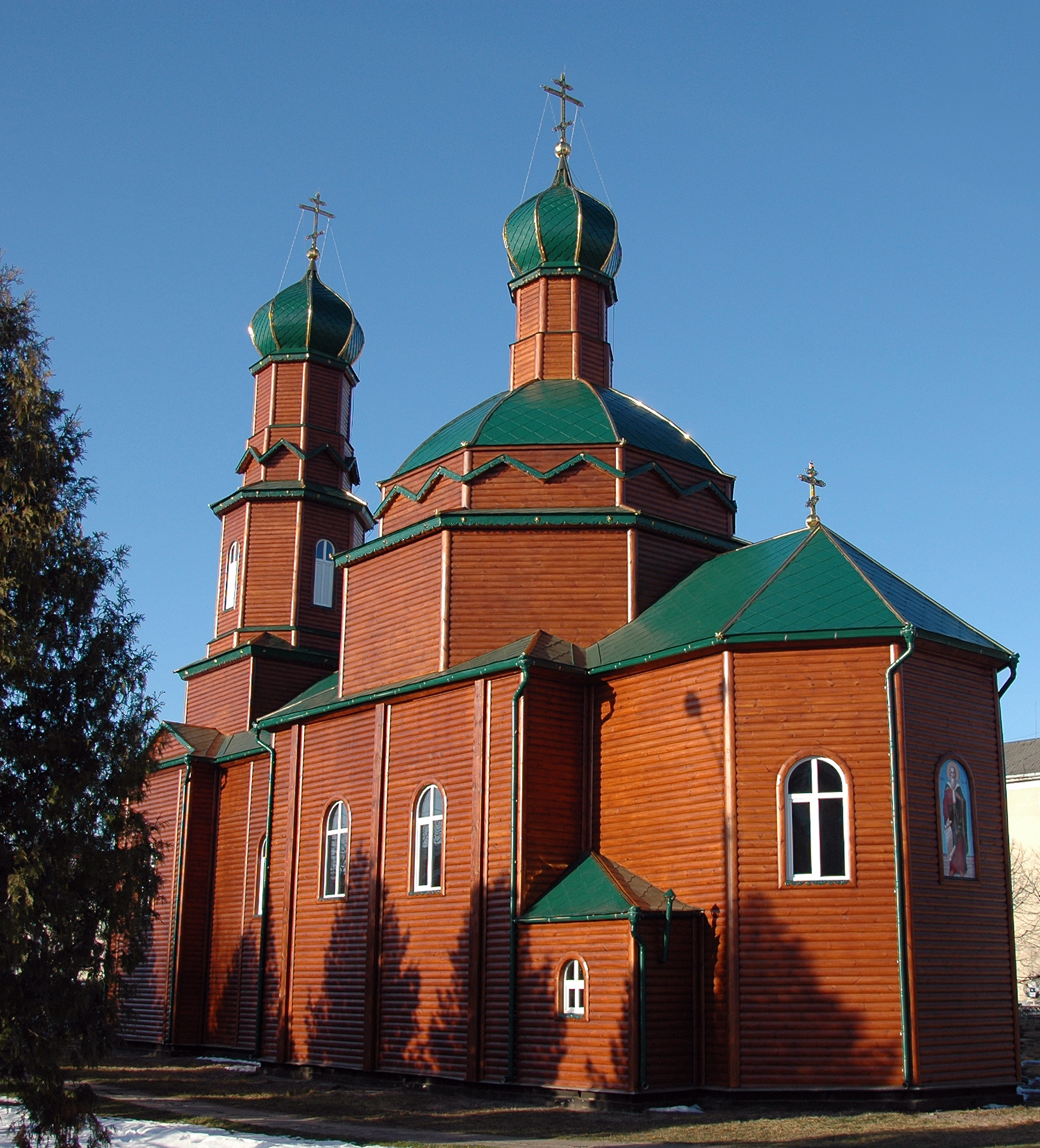
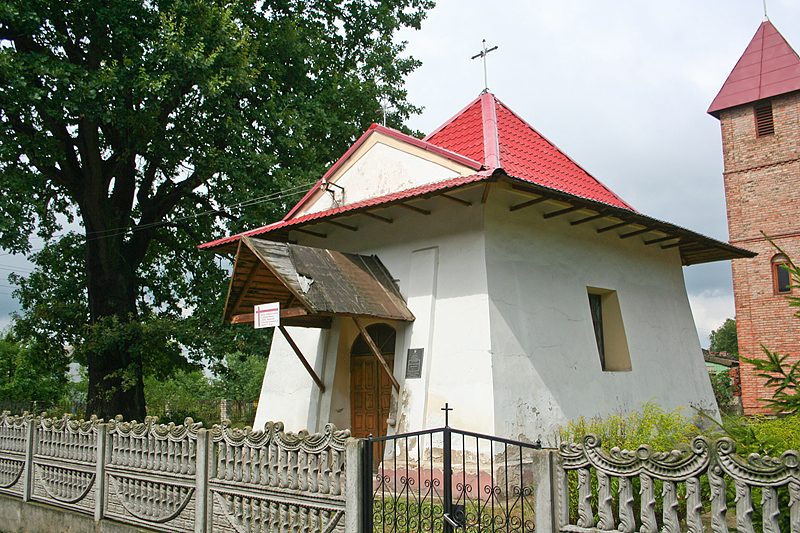
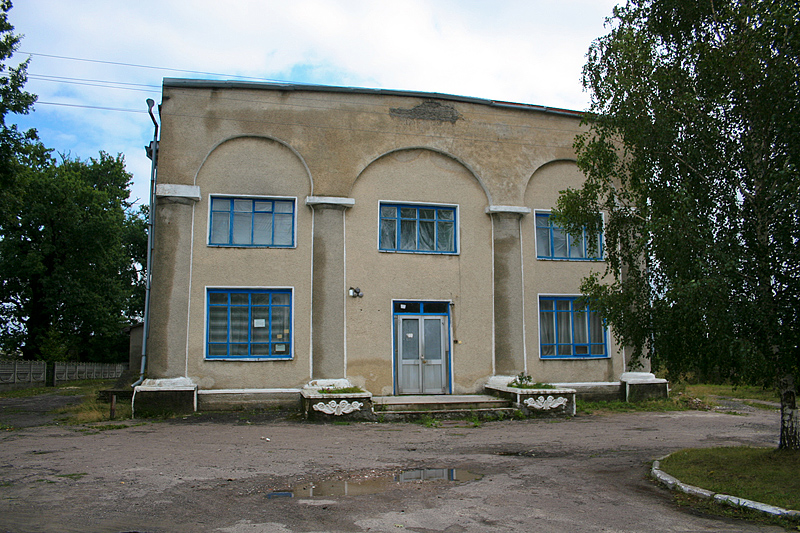

## 備注
1. ↑  俄语：，羅馬化：Kamen-Kashirskiy